# ジョリス・スゴン
ジョリス・スゴン（Joris Segonds、1997年4月6日 - ）は、フランスのラグビーユニオン選手。トップ14のバイヨンヌに所属している。

## 経歴
2016年、オーリヤックのシニアチームに加入。最後の2018-19シーズンで29試合に出場した（うち23試合で先発）。
2019年6月、22歳でスタッド・フランセと3年契約を結ぶ。2022-23シーズンで245ポイントを獲得し、トップ14の得点王になった。
2024年4月、バイヨンヌと5年契約を結んだ。
2024年6月、フランス代表のアルゼンチン遠征メンバーに選出されたが、出場機会はなかった。同年7月10日、フランス代表育成チームとしてウルグアイ戦に出場した。
2025年、フランス代表のニュージーランド遠征メンバーに選ばれ、7月5日のニュージーランド代表戦に先発出場し、開始7分目でペナルティキックを決めた。